# Джон Стентон Вільямс
Джон Стентон Вільямс (англ. John Stanton Williams; близько 1810 — 1876) — американський підприємець, який разом з Стівеном Баркер Гайоном володів і був оператором «Williams & Guion Black Star Line».

## Біографія і сім'я
Джон Стентон Вільямс народився близько 1810 року і був одружений з Мері Маклай Пентс (англ. Mary Maclay Pentz) (близько 1810 - 1891).
Вони володіли 121 акром (0,49 км²) тракту в Сомерсет, Нью-Джерсі. Земля була власністю родини Марії Маклай Пентс Вільямс з 1877 року. 8-1/4 акрів, як частина від первісних 121 акрів землі, було передано сину Стівену Гайон Вільямсу в заповіт від Марії Вільямс 28 лютого 1891 року.
Джон Стентон Вільямс помер у 1876 році.
Діти:
- син Стівен Гайон Вільямс (після 1825—не раніше 1920)